# ティエリー・エルメス
ティエリー・エルメス（仏: Thierry Hermès、1801年1月10日 - 1878年1月10日）は、フランスの実業家。ファッションブランド・エルメスの創業者。

## 生涯
1801年、宿屋を営む同名の父・ティエリーとドイツ人の母・アグネスの第6子としてデュッセルドルフ近郊のルール県クレーフェルトに誕生した。現在のクレーフェルトはドイツの西部にある都市だが、当時はナポレオン1世が第一統領を務める統領政府のもとフランス第一共和制の統治下にあったため、フランス国籍となった。家族全員を戦争と病気により亡くし、1821年に孤児としてフランスに移った。1837年、革細工の才能を活かし、パリ近郊のグラン・ブールヴァール (The Grands Boulevards) として知られるエリアに鞍と馬具を扱う店を開いた。

## 事業
1837年、パリのバス＝デュ＝ルンパール通りに馬具工房としてエルメスの母体となる店を開いた。需要のあったわな、かご、馬車などを専門とし、ハンドメイドによる縫い目の頑丈さを強みとして事業を築いた。顧客にはパリの上流階級の人々やヨーロッパの王族、皇帝ナポレオン3世と皇后ウジェニーなどの大富豪がいた。事業内容は馬具や鞍からトランク、ハンドバッグ、ファスナーなどへと転換した。

## 家族
妻のクリスティーヌ・ペトロニーユ・ピエラール（Christine Pétronille Pierrart、1805年 - 1896年）との間に息子のシャルル＝エミールがいる。シャルル＝エミールには、アドルフとエミール＝モーリスの2人の息子がおり、彼らはヨーロッパ、北アフリカ、ロシア、アメリカ、アジアで家業に携わり、一流の顧客を獲得した。シャルル＝エミールは家業を引き継いだ後、フォーブール・サントノレ通り24番地に店舗を移転した。これは店舗が裕福な顧客の近くに存在することを意味していた。アドルフは、馬車の時代に会社の未来はないと悟り、シャルル＝エミールの元を去った。エミール＝モーリスは馬具の需要に気づき、車、電車、船で旅行する顧客のためにサドルステッチの革製品とトランクを作るよう指示した。自動車の時代の中で会社を経営していくことに気づいたエミール＝モーリスは、「エルメス・ファスナー」の2年間の専売特許を取得した。このファスナーは衣服の時代を一変させた。ココ・シャネルなどの他の企業はエルメスの急成長と人気さから学ぼうとした。エミール＝モーリスの義理の息子、ロベール・デュマ＝エルメス（Robert Dumas-Hermès、1898年 - 1978年）とジャン＝ルネ・ゲラン＝エルメス（Jean-René Guerrand-Hermès、1901年 - 1993年）は1950年に会社を引き継いだ。また、彼らの子供や孫からの寄付は会社に影響を与えた。1993年に会社は上場したが、株式の80％はエルメス一族が保有していた。

## 遺した功績
エルメスには、今日でも知られているアイテムも多くある。1923年に開発されたエルメスのジッパーは、現在多くのバッグに利用されている。騎手のブラウスのためにヘルメスが使った絹は、1923年に、最初の絹スカーフ『ジュ デ オムニバス et ダム ブランシュ』に発展させた。1930年代頃、エルメス・インターナショナルは、グレース・ケリーにちなんで名付けられた、後にケリーと呼ばれる大きなワニ製のハンドバッグなど、クラシックと化したいくつかのアイテムを発売し、ブランドは後に男性用ネクタイ、時計、新しいスカーフのデザインを開発。
今日、エルメスはチャーム（40ドルから）やクレムン牛のカーフレザーで作られた特大パンダベア・ビーンバッグ（最も高価な100,000ドル）などの製品も提供。著名なクラシックブランドの一つ「バーキン」は1984年に女優ジェーン・バーキンにちなんで命名されジャン＝ルイ・デュマ らによって築かれていく。
2019年11月現在、エルメスは免税店等も含め世界中に310店舗を展開している。1923年以来、コレクションに毎年カラーテーマを掲げ、「川の年」（2005年）にはシルクスカーフのような限定版のアイテムを発売している。